# Eduardo de Porres Ortiz de Urbina
Eduardo de Porres Ortiz de Urbina (Madrid, 1957) és un jurista espanyol, magistrat de la sala segona del Tribunal Suprem espanyol des de 2018, en substitució de Cándido Conde-Pumpido, així com membre de la Junta Electoral Central des de 2019.

## Trajectòria
A nivell acadèmic es llicencià i doctorà en Dret per la Universitat Complutense de Madrid. Exercí d'advocat fins que l'any 1986 ingressà a la carrera judicial com a jutge. Va començar al Jutjat d'instrucció i primera instància de Iecla (Múrcia), per a seguir al Jutjat de districte núm. 20 de Madrid, al Jutjat de primera instància núm. 52 de Madrid, al Jutjat d'instrucció i primera instància núm. 4 de Móstoles, al Jutjat d'instrucció núm. 4 de Madrid i a l'Audiència Provincial de Madrid, de la qual fou designat president entre 2014 i 2018.
Com a docent col·laborà en cursos de formació i activitats internacionals del Consell General del Poder Judicial a Amèrica Llatina. També impartí classes de Dret processal a la Universitat CEU San Pablo, la Universitat Carles III de Madrid i a l'Instituto Empresa Law School. Ha publicat una cinquantena d'articles.

### Casos destacats a la JEC
L'octubre de 2019, com a vocal de la Junta Electoral Central (JEC), fou l'encarregat d'instruir l'expedient sancionador que s'obrí al president del govern espanyol Pedro Sánchez. A les eleccions generals espanyoles d'abril de 2019, el cap de llista del PSOE vulnerà la neutralitat dels espais públics i practicà electoralisme des del Palau de la Moncloa, infracció recollida a l'article 153 de la LOREG. Concretament fou objecte d'una sanció per una entrevista realitzada des de la seu governamental pel programa Al rojo vivo (La Sexta), i per fer al·lusions electoralistes en una intervenció que després es publicà al lloc web oficial del Govern espanyol. La multa per aquest delicte electoral contempla una quantitat entre 300 i 3000 euros.
El 3 de gener de 2020, la JEC deliberà per 7 vots a favor i 6 en contra (2 dels 15 no tenen mai dret a vot) retirar l'acta de diputat del Parlament de Catalunya i inhabilitar, així, al president de la Generalitat de Catalunya Quim Torra. Considerat proper al jutge Manuel Marchena dins del Tribunal Suprem, De Porres votà a favor de la inhabilitació tot donant suport a les tesis més conservadores de la junta. La causa judicial s'originà el 19 de desembre de 2019 en una sentència del Tribunal Superior de Justícia de Catalunya (TSJC) que condemnà a Torra a 19 mesos d'inhabilitació per desobediència.
Paral·lelament, aquell mateix dia, la JEC deliberà per 8 vots a favor i 5 en contra la retirada de la condició d'eurodiputat a Oriol Junqueras, a causa de la situació de reclusió penitenciària en la que es trobava en el moment de l'elecció. Ara bé, tenint en compte que es tractava d'un règim de presó preventiva i que el Tribunal de Justícia de la Unió Europea (TJUE) l'autoritzà com a membre del Parlament Europeu, la qüestió fou sotmesa al Tribunal Suprem espanyol davant la causa sobrevinguda de no poder recollir l'acte davant de la JEC. Els 5 vots particulars en contra foren els d'Eduardo de Porres, José Luis Seoane, Inés Olaizola, Consuelo Ramón i Juan Montabes. Tots ells manifestaren que «trobant-se en tràmit de pronunciar-se la sala segona del Tribunal Suprem» sobre la sentència del TJUE «hauríem de conèixer el sentit de la resolució del Tribunal Suprem abans de resoldre la qüestió debatuda, per si pot tenir alguna incidència en la qüestió sotmesa a l'examen d'aquesta Junta Electoral Central». No obstant això, pocs dies després, el 8 de gener, l'alt tribunal espanyol estimà per unanimitat que no es donava autorització al president d'ERC a esdevenir eurodiputat.

### Casos destacats al Tribunal Suprem
El 17 de desembre de 2019 fou el jutge del Tribunal Suprem assignat com a instructor de la causa contra la portaveu de Junts per Catalunya al Congrés dels Diputats Laura Borràs, tot seguint les actuacions del Jutjat d'instrucció número 9 de Barcelona. Les diligències judicial s'obriren en atribució de presumptes delictes de prevaricació, frau a l'administració, malversació de diners públics i falsedat documental durant el seu mandat com a directora de l'Institució de les Lletres Catalanes per haver realitzat fraccionaments de contracte. El 14 de febrer de 2020, el tribunal la cità per a realitzar una declaració voluntària en qualitat d'investigada, però ella declinà la sol·licitud. En conseqüència, el 22 de maig, se sol·licità el suplicatori al Congrés dels Diputats per a continuar el procediment penal.